# とんねるずのハンマープライス
『とんねるずのハンマープライス』は、1995年1月7日から1998年9月26日までフジテレビ系列で放送されていた関西テレビ制作の公開オークションバラエティ番組である。MIZUNOの一社提供。

## 概要
1994年12月まで放送されていた『ねるとん紅鯨団』の後継番組として放送開始。司会は引き続きとんねるずが務めた。番組タイトルは、番組表上ではとんねるずの名が冠に付いていたが、映像上では単に「ハンマープライス」と表記されていた。なおハンマーとは、価格決定時にオークショニア（せり人）が打ち下ろす槌のことであり、ハンマープライス(hammer price)とはそれが振り落とされた価格、つまり最終落札価格の意味である。
末期の1998年には出品以外の企画で繋ぐことが多くなり、番組は同年9月26日放送分をもって終了した。落札額の総額は1億3842万7874円であった。
その後、2001年の『FNS ALLSTARS 27時間笑いの夢列島』で一夜限りの復活版が生放送で行われた。この復活版では、木梨憲武との卓球対決の権利が出品され、その試合に勝てば木梨が乗ってきた愛車トヨタ・ランドクルーザーシグナスが獲得できるというものだった。

## 放送日時
毎週土曜日の原則23:00 - 23:30。
- 阪神・淡路大震災発生後の最初の放送になる予定だった1995年1月21日には、震災関連番組に変更された。また関西で被害が大きかったがフジテレビ主導の番組になった。
- 山形県では、1997年4月1日にさくらんぼテレビジョンが開局するまではTBS系列のテレビユー山形で木曜日の『筑紫哲也 NEWS23・2部』の後に放送されていたが、こちらも系列局のTBS・毎日放送製作特別番組の時間が増大したときやナイター中継が延長したときには、その時間にまで繰り下がることがあった。
- 高知県では当初、『ねるとん』のように定時番組としては放送されず、1996年以前は高知放送にて特番編成時の穴埋め番組として不定期に放送されていた。定時番組となったのは、1997年の高知さんさんテレビ開局以降である。
- 青森放送では、1997年3月までは日曜22時30分に放送されていたが、その翌月からは月曜深夜に放送されるようになった。これは、当時同局が月曜深夜に遅れネットしていた『ぐるぐるナインティナイン』がゴールデンタイムへの昇格を果たしたのに伴い、それまで遅れネットで放送していた『進ぬ!電波少年』と『ダウンタウンのガキの使いやあらへんで!』を同時ネットするためだった。
- クロスネット局のテレビ大分では日曜22:30から放送された。
- フジテレビ系列の沖縄テレビやクロスネット局のテレビ宮崎では、いずれもスポンサーの関係で日本テレビ系列の『恋のから騒ぎ』が放送されていたため、別の時間帯で放送されていた（提供スポンサーも差し替え）。なお、ほとんどの地域では、同番組は本番組の裏番組であり、視聴率も両番組間で拮抗していた[1]。

## 出演者
- バイヤー：とんねるず（石橋貴明・木梨憲武） - 司会を兼任
- オークショニア：杉本清（1997年2月までは関西テレビアナウンサー） - 進行役を兼任
- ナレーター：牧原俊幸（当時フジテレビアナウンサー）、家弓家正

牧原は前期提供読みを、杉本は後期提供読みを担当。

## 番組内容
各界の著名人から提供された逸品、あるいは著名人と夢の競演ができる様々なアトラクションを一般視聴者がオークション（セリ市）形式でベットし、最高金額をベットした視聴者がその品（権利）を購入（獲得）できるというシステムであった。
番組開始当初の数回は上限がなかった（LOT No.2の薬師寺保栄のグローブでは約50万円の値が付いた）が、本番組はいわゆるバラエティ番組である性質上、関西テレビ側が異常に金額が高騰するのを恐れて「あんまり（落札額を）高くするな」と通達し、一旦は「ベットの上限は20万円」とし、ベットが20万円に達した場合には購入希望者でジャンケンをし、最後に勝ち残った人が購入（獲得）というものだったが、ベットが20万円に達する品が頻発したことと、ジャンケン制度に変わった途端に視聴率が低下し、当時好調だった裏番組に視聴者が流出したこと、ジャンケン制度に対して、とんねるずが「何のために（購入希望者が）競ってるのか」と反対の意思を示したこと、下記のように「震災復興支援資金」として寄付されることが決定したことなどにより、再度上限が廃止された。
オークションの収益金は「関西テレビ ハンマープライス・チャリティー委員会」名義で阪神・淡路大震災の「震災復興支援資金」として全額日本赤十字社に寄付された。当初数回は、FNSチャリティー事務局を通じてアフリカの子供たちのために使用する予定で「収益金は世のため人のために使います」とのテロップが出されたが、番組開始直後に阪神・淡路大震災が発生したために変更され、その後は番組終了まで「震災復興支援資金」として寄付されることとなった。なお、「使用する予定」と書いてあるのは、番組開始当時は収益金の使途が未定だったことによるものであり、アフリカの子供たちに使用する案の他には、何かの絵を買ってそれを寄付する案などもあったが、最終的には阪神・淡路大震災の復興支援基金に決定した。
現在の入札価格と商品ナンバーは7セグメント電光掲示板で表示された。商品ナンバーは2桁表示だが、100番台に突入したため、それ以降は最終回まで商品ナンバーの下2桁が表示された。また、入札価格も上限が20万円の時代は6桁表示だったが、再度上限が撤廃され100万円を超える商品が出だしたため、100万円以上は万単位のみの3桁で表示された。

## 正月特番
1996年1月1日には「新春オークション」として初の生放送を実施、21:30 - 23:24の2時間だった。
例年元日の21時台は『新春かくし芸大会』の時間だが、この年は30分繰り上がって放送された。なお、とんねるずはこの年の『かくし芸大会』の進行役でもあったため、計4時間半連続出演となった。
スタジオは通常のレモンスタジオではなく、渋谷ビデオスタジオから放送した。この回は20万円を超えた場合は5万円刻みで行う特別ルールを実施した。
主な出品物は、X JAPANの大晦日ライブ（放送の前日）で使われた、YOSHIKIのドラムセット（この回最高の150万円）、細川ふみえの残り湯と『新春かくし芸大会』の消え物（セットの飾りなど）、（当時）ヤクルトスワローズ監督・野村克也の新年会招待など「新春オークション」に相応しい商品だった。
通常の番組配信は関西テレビだが、この特番に限り番組配信と提供クレジット出し・制作クレジット上位をフジテレビが担当した。
なお、この特番の視聴率は19.1%であった。

## 出品された商品（権利）の一例

### 出演・登場できる権

#### 雑誌登場権
- 「Weeklyぴあ」の表紙（及川正通による似顔絵）
1995年3月21日号の表紙に落札者が登場した（高橋由美子と共に）[2][3]。
- 「SPA!」今週の顔

#### 漫画登場権
- 『ドカベン プロ野球編』登場権
- 『美少女戦士セーラームーン』登場権
番外編『ちびうさ絵日記』に落札者をモデルにした「でぶっちょ仮面」が登場した。
- 『こちら葛飾区亀有公園前派出所』登場権
コミックス93巻収録「売ります!!こち亀登場権の巻」に落札者が登場した。
漫画掲載時に落札者が見せた証書の名義は「関西テレビ放送株式会社」ではなく「株式会社フジテレビジョン」だった。
- 『お仕事です!』登場権（柴門ふみ）
- 『銀河鉄道999』登場権
連載再開された松本零士の『999』エターナル編にドクターシリアル・西岡として登場した落札者は、その後は松本の世界観を基にしたアニメ作品の幾つかにスーパーバイザーとして関わり、この名前でクレジットされている。
- 『HOTEL』登場権（石ノ森章太郎）
石ノ森章太郎本人がスタジオに登場したが、石ノ森の生涯最後のテレビ出演となった。

#### 出演できる権
- とんねるずと一緒に「おっとっと」（森永製菓）のCMに出演できる権
- 映画『スーパーの女』エキストラ出演権
- 近藤真彦主演ドラマ『ドンウォリー!』（関西テレビ火曜22時枠）のエキストラ出演権
- 映画『耳をすませば』の声優になれる権
- 中村雅俊主演ドラマ（1995年4月期の『君を想うより君に逢いたい』か1998年1月期の『太陽がいっぱい』…前者は関西テレビ月曜22時枠、後者は関西テレビ火曜22時枠）に出演できる権（エキストラではなく、短いセリフ付き）

### してもらえる権
- 中山美穂が膝枕で耳掻きしてくれる権
- 石田純一が卒業謝恩パーティーで祝ってくれる権（女性限定）
- 蛭子能収が競艇であなたの給料を倍にしてくれる権
- 高橋英樹が成人の日に大人の遊びを教えてくれる権
- 吉野公佳がふとんを温めてくれる権
- 辺見えみりがふとんを温めてくれる権
- 道場六三郎の受験弁当
- さとう珠緒がアカスリしてくれる権
- 安岡力也が花見で場所取りしてくれる権
力也本人から却下され、花見の際のシートを固定する「安岡力也」の顔拓に変更。ただし、花見をしている落札者のところに力也本人が登場し花見を盛り上げた。なお、落札者（女性）の夫は息子に「力也」と名付ける程の安岡力也の大ファンだった。
- MALICE MIZERが貴方の家を「マリスの館」にしてくれる権
- 大島渚にホームビデオを撮ってもらえる権
落札者の子供の入園式の様子を大島自らが監督、撮影、編集、ナレーションを行った。番組スタッフを一喝するほど真剣で本格的なものだった。
- 久保田利伸とニューヨークでデート出来る権（「missingを耳元で歌ってもらえる」特典付き）
- とんねるずを一日自分の物にできる権
高額200万円で落札、とんねるずと一緒に競艇へ行ったり、焼き肉パーティを行っていた）
- 飯島愛に添い寝してもらえる権
- 井上晴美に水泳レッスンしてもらえる権
- さくらももこに好きな家具に絵を描いてもらえる権
- 八代亜紀が飲み屋のおかみになってくれる権
代表曲「舟唄」にちなみ、お酒は温めの燗、肴は炙ったイカ限定とされたが、長距離トラックの運転手だった落札者が下戸だったため、「一晩トラックの助手席に座ってくれる権」に変更された。

#### 歌ってくれる権
- GLAYが昼休みの校内放送でライブをやってくれる権
学校からの許可が下りずに、「日本武道館でGLAYがあなたのためだけに歌ってくれる権」に変更された。
- 河村隆一が落札者宅にてバラードを歌ってくれる権
- 近藤真彦があなただけのために「スニーカーぶる〜す」を歌ってくれる権（バックにスクールメイツが踊っていた）
- 渡辺美里が西武球場で貴方のためだけに歌ってくれる権
- 郷ひろみが結婚式披露宴で「お嫁サンバ」を歌ってくれる権（「逢いたくてしかたない」も歌った）
- 藤井フミヤが結婚式披露宴で「TRUE LOVE」を歌ってくれる権（初の100万円越え）
- 中森明菜があなたの作詞したオリジナルソングを歌ってくれる権
- T.M.Revolutionがあなたのお店を歌で革命してくれる権
170万円で落札。落札した金田重機の社歌「GO!GO! 金田重機の歌」が作詞：西川貴教、作曲・編曲：浅倉大介で作られた。

### できる権
- 小林幸子の紅白の衣装を着て「おもいで酒」を歌える権
- PENICILLINのライブでHAKUEIの人間マイクスタンドになれる権、PENICILLINのライブでセットの「三日月」になれる権
- 山田まりやと混浴できる権
- プリンセス・プリンセスのメンバーの一人になれる権（番組史上最高額の453万円で落札）[1]
- アルツ磐梯スキー場ゲレンデ貸し切り権
- 河相我聞とガラス越しか、ラップ越しのキス
- 『料理の鉄人』残飯処理権（番組内の料理紹介カットのための「物撮り」用料理を食べることができる権利）
- パリダカールラリーチャンピオン篠塚建次郎が出場する海外ラリーに同行できる権。
- フォーミュラ・ニッポンARTAのマシンを運転できる権（鈴木亜久里によるマシンドライブ指導）
落札者のフォーミュラカーと鈴木運転のホンダ・ロゴによる直線対決を最後に行った。
- 1993年F1開幕戦にスポンサーとして自分の名前を張ることができる権
落札者が支払い後破産したことで破談となった。
- 片山右京と1日ドライブデートできる権
- 札幌雪祭り雪像モデルになれる権
- 髙田万由子が家庭教師になってくれる権（制限時間は2時間・受験生限定）

### グッズ系
- デーブ・スペクターが日清焼そばU.F.O.のCMでヤキソバンの相手役として使用した「ケトラー」の衣装
デーブの営業用に落札者が無償でレンタルしていたが、衣装の一部（フォーク）が破損したため、デーブ本人に譲渡した。
- 常盤貴子のお風呂の残り湯（Lot No.1、最初にオークションにかけられた品。7万円で落札された[1]）
- 篠原涼子の唇の形のグミキャンディー（後に購入者がいじめに遭い失業したとして、後日返品された）
- 石橋貴明の切った髪の毛で作った筆
- 榎本加奈子の指型イヤリング
- 田原俊彦の「哀愁でいと」の時の衣装（レプリカ）
- 郷ひろみの歌声入り地球儀（日本の部分のボタンを押すと「ジャパーン」と流れる）
- ローリング・ストーンズの楽器セット（番組史上第3位の落札額、305万円）
- ロビン・ウィリアムズの土瓶ウィリアムズと尿瓶ウィリアムズ
- ハリソン・フォードの「ハリセン・フォード」（ハリソン・フォードの直筆「ハリセン・フォード」サイン入りハリセン）
- 松村邦洋の体毛
- 岡本夏生の使用済みニプレス
- 大仁田厚が試合中に着ていた血染めのTシャツ
- 劇場版『新世紀エヴァンゲリオン』の、フィルムで好きな部分をもらえる権
付属品：テレビシリーズ・劇場版全台本、1/1綾波レイ人形、劇場版一号試写をコスプレイヤーを両隣にはべらせて鑑賞、貞本義行直筆カラー色紙
- シャ乱Q・つんくのシングルベッド（「シングルベッド」PV撮影時に実際につんくが使用していたもの）
- 細川ふみえが、エステサロンのテレビCMで着用した「巻き尺衣装」
- ルビー・モレノ、デーブ・スペクターほか外国人タレント1名のトーテムポール（顔面を石膏で型を取ったもの）
- 米米CLUBのアラート入り炊飯器（30分前、20分前、10分前、炊き上がり時にカールスモーキー石井の持ち歌が替え歌で流れる）
- 所ジョージがリメイクした愛車（番組史上第2位の落札額、360万10円。所が様々なおまけを付けた）

#### タレント・著名人直筆の掛け軸
- イチローの「鈴木」+「イチロー（署名）」。
- ケビン・コスナーの「けびん」＋「COSTNER（署名）」。当初は「警備員」+「コスナー（署名）」と書かせるつもりだった。
- 野猿の直筆業界用語掛け軸。
- ロバート・デ・ニーロの「役者バカ」。
- ボン・ジョヴィの「もっこりぼんちゃん」。
- 他にジェームス・ブラウン、ジョディ・フォスターも出品し、ジョディ・フォスターの掛け軸は漫画家の多田かおるが落札した。

### スポーツ系

#### 草野球の助っ人
- 古田敦也の草野球1日代打権
- ランディ・バースが草野球の代打をしてくれる権
- 佐々木主浩、谷繁元信のバッテリー助っ人権
- 別所毅彦が草野球のワンポイントで登板してくれる権
- 江夏豊が草野球のリリーフで21球だけ投げてくれる権 （捕手は田淵幸一）

#### サッカーの助っ人
- アルシンド・サルトーリが助っ人としてサッカーをしてくれる権
ただし、ライセンスの問題で日本サッカー協会及び下部組織の運営する試合には出られなかった。
- リトバルスキーが助っ人としてサッカーをしてくれる権
- ラモス瑠偉が助っ人としてサッカーをしてくれる権
落札者から「私は少年サッカーチームの世話役をしています。ラモスさんには助っ人ではなくて、子供たちのサッカー教室をやって欲しい」と商品の変更を持ちかけ、ラモスは快く承諾した。

#### 対戦できる権
- アーネスト・ホーストと闘う権（その年のK-1で優勝できなかったホーストの負けた腹いせの相手になれる権）
- アンディ・フグと闘う権
- アントニオ猪木とプロレス10分一本勝負
落札者は当時千葉大学助教授の諸富祥彦（現在は明治大学教授）。
- 初代タイガーマスクとプロレス10分1本勝負
- 井上貴子と泥レス勝負
- 豊田真奈美と泥レス勝負
- 前WBC世界フライ級王者勇利アルバチャコフとスパーリングできる権
- UWFインターナショナル道場一日体験入門
- 高木虎之介とカート対決ができる権

#### レアグッズ
- 薬師寺保栄と辰吉丈一郎がWBC世界バンタム級王座統一戦で装着していたバンデージ[1]
- サッカーの神様・ペレの右足形 - 2本作られ、うち1本はブラジルのサッカーミュージアムに寄贈。
- ナリタブライアンの「たてがみ」
- ミハエル・シューマッハの時計
- 全日本F3000選手権で大破したX-JAPAN RACING TEAMの車
- 野茂英雄がアメリカ大リーグで初めてホームランを打ったバット
最初のオークションの時点ではまだホームランを打っていなかったため、予約権という形だった。野茂は、1998年4月28日の対ミルウォーキー・ブルワーズ戦でホームランを打った。なお、野茂は日本人メジャーリーガーとして初めてホームランを打った選手である。
- 藤原喜明の新技に落札者の名前を入れられる権
- 杉本清の競馬実況を横に座って聞ける権[1]
当時フジテレビ系列のテレビ愛媛アナウンサーだった近藤鉄太郎（現・九州朝日放送アナウンサー）が落札した。

### 学園祭スペシャル
学園祭の実行委員を対象にしたオークションで、落札した学校に当日納品という形式で訪問する。
- 嘉門洋子のおっぱいおでん
立教大学学園祭実行委員会が落札したが、大学から許可が下りず「嘉門洋子、手作りおでん」に変更された。
- 山田花子がクレーンに吊り下げられて、上空から学園祭の模擬店の宣伝をしてくれる権
- 山本譲二が学園祭で「みちのくひとり旅」を歌ってくれる権（木梨も飛び入り参加）
- 学園祭で『夕ニャン』をする権利
おニャン子クラブが再集結して、落札した東京電機大学で「セーラー服を脱がさないで」を歌った。

### エンポリオハンマープライス
「落札額が高額すぎて手が出せない」という視聴者を対象にしたエコ特集。落札額は高くても2 - 3万円程度。
- 林家パー子のお風呂の残り湯（自前のバックのおまけを付けてくれた）
- 日刊ゲンダイ連載『やる気まんまん』（横山まさみち原作）登場権
- やくみつるのくだらないコレクションの数々（中山秀征らの煙草の吸殻は、バイヤーの高すぎはしないかという趣旨の言葉により、入札額が下がっていき、落札最低額となる150円で落札）

## 備考
オークションに出品された商品の多くは「古物品売買」にあたることから、番組開始に先立ち、スタッフの一部が実際に古物商免許を取得した。
オークションは上流階級の楽しみという観点から、司会兼バイヤーのとんねるずや進行役兼オークショニアの杉本清は言うに及ばず、カメラマン、AD、マイク担当スタッフに至るまで正装で収録を行っていた。また、下述する「喜びの声」の後に流された収録の「観覧募集」の告知も「オークション開催のお知らせ」と銘打っていた。
不定期で、購入者のその後を追う「喜びの声」のコーナーが放映され、一部はバイヤーが同行して取材することもあった。ナレーターである牧原の「お買い上げ、ありがとうございました」で締めくくられる。
BGMには、映画『レッド・オクトーバーを追え!』・『U・ボート』・『Rudy』のテーマ曲が使われた。
放送終了時に「THE END」と表示せずに「OWARI（終わり）」と表示していた（ただし、第2回までは「OWARI」の表示が無く、『世にも奇妙な物語』などと同じ形でタイトルロゴのみの表示であった）。
ネット局の北海道文化放送とテレビ西日本では、ミズノ以外に独自のスポンサーを付けて放送していたため、スポンサー表示とエンドクレジットが独自の物に差し替えられていた（後者は静止画でなおかつ、「OWARI」ではなく「END」と表示されていた）。富山テレビでも、ミズノ以外に地元企業との複数社提供で放送していたが、1996年春季改編でミズノの一社提供となった。
放送終了後から13年後の2011年には東北地方太平洋沖地震の発生を受け、その復興支援を目指し、とんねるずの冠番組『とんねるずのみなさんのおかげでした』内で数回にわたってオークションが再復活・開催されているが、『みなさん』はフジテレビ制作でカンテレが関わっていなかったため、タイトルが「とんねるずのハンマーオークション」に変更されていた。出品者はとんねるずのほか、北野武、武豊、長友佑都、リオネル・メッシ、AKB48、ジョニー・デップなど。落札された金額は全額被災地への義援金としてユニセフ、日本赤十字社に寄付された。

## スタッフ
- 企画：藤原剛、越智武彦（関西テレビ）
- 構成：鮫肌文殊、小山薫堂、平岡秀章
- 技術：八峯テレビ
- TD：中川清幸
- VE：中井章晴、向山武志
- カメラ：竹内弘佳、大山浩文
- 音声：南英一、坂井錠二
- 照明：吉川知孝（FLT）
- 編集：深沢佳文、井上博信
- ライン編集：川崎孝之
- ビジュアルクリエイター：薗部健（TDKコア）
- 音効：角千明
- 整音：渡辺究
- TK：毛利弘子
- 取材技術：落合勝芳、金子徹（以上VIC）
- 美術プロデューサー：山田茂夫、松沢由之
- 美術デザイン：石森慎司
- 美術進行：長島立史、楫野淳司
- メイク：興山洋子
- 大道具：多田文彦
- アクリル装飾：青木順一
- メカニック：飯野聡
- タイトルロゴ：岸和弘
- オープニングタイトル：ビルト・アップ、Go Go H.I.P.
- 衣裳スタイリスト：倉科裕子
- 衣裳デザイン：江島モモ
- アドバイザー：川井凡、永弘道、溝口スジ夫、藤村太造、齋藤剛
- 協力：Arrival、ジョイカンパニー
- 収録スタジオ：TMCレモンスタジオ
- スタッフ協力：INPUT VISION
- AD：米本由紀、田口理絵、林洋輔、斎藤一宏、伊豆原聡
- AP：三宅喜重（関西テレビ）、麻生華子、井関猛親
- ディレクター：市島晃生、稲村健、山地孝英、草地正典、白内寿一、指田博俊
- 演出：田中経一
- プロデューサー：大澤徹也、安藤和久、三宅喜重、毛阪一洋（関西テレビ）、古賀憲一、松尾利彦（日本テレワーク）
- チーフプロデューサー：広田明（関西テレビ）、大島正（日本テレワーク）
- 制作協力：日本テレワーク
- 制作著作：関西テレビ